# Sing Hallelujah!
Pour les articles homonymes, voir Alléluia (homonymie).
Singles de Dr. Alban
One Love
(1992) Look Who's Talking
(1994)
Clip vidéo
[vidéo] « Dr Alban - Sing Hallelujah », sur YouTube
[vidéo] « Dr Alban - Sing Hallelujah! (Long) », sur YouTube
[vidéo] « Dr Alban - Sing Hallelujah REMIX 2004 », sur YouTube
Pistes de One Love (Dr. Alban album) (en)
2. It's My Life 4. Groove Machine 4
Sing Hallelujah! (Chante et loue dieu, en anglais et hébreu) est une chanson eurodance du chanteur nigérian-suédois Dr. Alban,, 3e single extrait de son 2e album studio One Love (Dr. Alban album) (en) de 1992, un des tubes international des années 1990 et années 2000.

## Histoire
Ce tube eurodance international des discothèques des années 1990, et des années 2000 avec divers rééditions remixées, est inspiré de gospel, de dance et de disco, composé et écrit en anglais par Dr Alban et Denniz PoP, et produit par Denniz PoP, sur le thème religieux « de chanter et de louer le dieu des religions abrahamiques » « Chante Alléluia, A, B, C, c'est comme un, deux, trois, le rythme, le rythme, la basse, allez tous, les gens heureux, allez, les gens qui chantent, la fête des gens, des gens heureux, oh Seigneur, chante Alléluia... ». 
2e tube international après le single It's My Life (Dr. Alban song) (en) de 1992, il est enregistré aux SweMix Studios de Stockholm en Suède,, pour se classer en particulier au Top 10 en Australie, Canada, Autriche, Belgique (Flandre), Pays-Bas, France, Allemagne, Irlande, Norvège, Suède et Suisse, et au Top 20 du Royaume-Uni et des États-Unis. En France, le single se vend à 125 000 exemplaires et est certifié argent par le SNEP en 1993. L'album One Love est vendu à plus de 1,7 million d'exemplaires dans le monde.

## Clip
Le clip d'origine est tourné sur les plages de Venice Beach de Los Angeles en Californie.

## Formats et liste des pistes
CD single
1. Sing Hallelujah! (version courte) — 4:00
2. Sing Hallelujah! (version longue) — 6:30

CD maxi
1. Sing Hallelujah! (version courte) — 4:00
2. Sing Hallelujah! (version longue) — 6:30
3. Sing Hallelujah! (Paradise dub) — 4:59
4. Sing Hallelujah! (version originale) — 4:24

7" maxi – Remix
1. Sing Hallelujah! (Easter mix N.C.)
2. Sing Hallelujah! (Easter edit N.C.)
3. Sing Hallelujah! (DJ's Eurotrans remix)

## Version officielles
- Sing Hallelujah! (version originale) — 4:24
- Sing Hallelujah! (original edit) (single edit) - 3:51

1. Sing Hallelujah! (version courte) — 4:00
2. Sing Hallelujah! (version longue) — 6:30

- Sing Hallelujah! (Bitcrusher Club Mix)
- Sing Hallelujah! (DJ's Eurotrans Remix)
- Sing Hallelujah! (DJ Stevie Steve's Pizzi Edit)
- Sing Hallelujah! (Easter Mix N.C.)
- Sing Hallelujah! (Easter Edit N.C.)
- Sing Hallelujah! (Paradise Dub) — 4:59

## Classements et certifications
| Classement (1993–1994)                          | Meilleure position |
| ----------------------------------------------- | ------------------ |
| Allemagne (Media Control AG)                    | 4                  |
| Australie (ARIA)                                | 5                  |
| Autriche (Ö3 Austria Top 40)                    | 7                  |
| Belgique (Flandre Ultratop 50 Singles)          | 3                  |
| Belgique (Flandre VRT Top 30)                   | 2                  |
| Canada (Dance)                                  | 5                  |
| États-Unis (Hot Dance Club Play)                | 15                 |
| États-Unis (Hot Dance Music/Maxi-Singles Sales) | 20                 |
| Europe (Eurochart Hot 100)                      | 4                  |
| France (SNEP)                                   | 7                  |
| Irlande (IRMA)                                  | 6                  |
| Norvège (VG-lista)                              | 8                  |
| Pays-Bas (Nederlandse Top 40)                   | 7                  |
| Pays-Bas (Single Top 100)                       | 6                  |
| Royaume-Uni (UK Singles Chart)                  | 16                 |
| Suède (Sverigetopplistan)                       | 6                  |
| Suisse (Schweizer Hitparade)                    | 4                  |

| Classement (2005) 1                | Meilleure position |
| ---------------------------------- | ------------------ |
| Allemagne (Media Control AG)       | 74                 |
| Finlande (Suomen virallinen lista) | 12                 |

| Classement (1993)              | Position |
| ------------------------------ | -------- |
| Autriche (Ö3 Austria Top 40)   | 29       |
| Belgique (Flandre Ultratop 50) | 11       |
| Canada (Top 50 Dance Tracks)   | 37       |
| Pays-Bas (Nederlandse Top 40)  | 27       |
| Pays-Bas (Single Top 100)      | 40       |
| Suisse (Schweizer Hitparade)   | 8        |

| Classement (1994) | Position |
| ----------------- | -------- |
| Australie (ARIA)  | 25       |